# Ensemble Proton Bern
Das ensemble proton bern ist ein Schweizer Instrumentalensemble für Neue Musik.

## Geschichte
Das ensemble proton bern wurde 2010 von Mitgliedern des Ensembles Boswil gegründet.
Die neunköpfige Stammbesetzung wird je nach Bedarf durch Gastmusiker ergänzt. Die Gruppe ist seit 2011 Ensemble in Residence im Kulturzentrum Dampfzentrale Bern. In der Saison 2012/2013 war sie zudem Ensemble der Saison am Gare du Nord (Basel). 2015 eröffneten die Berner das Internationale Festival für Neue Musik reMusik in St. Petersburg mit einem Konzert im Mariinski-Theater.
Als künstlerischer Beirat des Ensembles fungierte von 2010 bis 2014 der Komponist Christian Henking. Das Ensemble wird von der öffentlichen Hand sowie durch Stiftungen finanziert. Ausserdem wird es durch Mäzene wie den Unternehmer Hansjörg Wyss unterstützt.

## Aktivitäten
Das ensemble proton bern arbeitet mit Komponisten wie Matthias Arter, Michael Pelzel, Gérard Zinsstag, Antoine Chessex, Beat Furrer und Klaus Huber zusammen. Auf Einladung von Furrer nahm es eine CD mit dessen Werken auf. 2011 spielte das Ensemble ein Programm mit Werken, die sich auf Gedichte des Schriftstellers Robert Walser bezogen. Auf Einladung von Radio France spielte die Gruppe in Paris eine CD mit Werken von Samuel Andreyev ein.
Konzerte des Ensembles werden regelmässig vom Radio SRF 2 Kultur aufgezeichnet und ausgestrahlt. Das Deutschlandradio Kultur sendete ein Konzert des Ensembles.
Als eines von wenigen Instrumentalensembles weltweit nutzt das ensemble proton bern die Instrumente Lupophon und Kontraforte. Ensemblemitglied Martin Bliggenstorfer ist einer der Pioniere auf dem Lupophon.
Neben der Konzerttätigkeit widmet sich das ensemble proton bern über die Plattform protonwerk, die von Pro Helvetia unterstützt wird, der Förderung junger Komponisten. Die eigens hierfür komponierten Werke werden einmal jährlich bei einem Konzert in der Dampfzentrale vom ensemble proton bern uraufgeführt.

## Ständige Mitglieder
- Matthias Kuhn, Dirigent[19][20]
- Bettina Berger, Flöte
- Martin Bliggenstorfer, Oboe/Lupophon
- Elise Jacoberger, Fagott/Kontraforte
- Richard Haynes, Klarinette
- Vera Schnider, Harfe[21][22]
- Samuel Fried, Klavier
- Maximilian Haft, Violine
- Jan-Filip Ťupa, Violoncello

## Diskografie
- Grammont Sélection 5. Musiques Suisses, MGB CTS-M 137, 2012.
- Beat Furrer. Musiques Suisses, MGB CTS-M 141, 2014.[23]
- Samuel Andreyev: Moving. Klarthe K014, 2016.[24]